# Sette giorni cento lire
Sette giorni cento lire è un film del 1933 diretto da Nunzio Malasomma

## Produzione
Prodotto dalla CINES Pittaluga e girato a Roma nella primavera del 1932, con l'organizzazione di Marco Elter, il film esce nelle sale nel gennaio del 1933.

## La critica
Enrico Roma, nelle pagine di Cinema Illustrazione dell'11 gennaio 1933 « Non riusciamo a vincere l'impressione che tutti, autori, attori, regista, operatori, abbiano lavorato con eccessiva faciloneria. Il soggetto è scucito e poco divertente, la recitazione frettolosa e distratta , la fotografia spesso buia e sempre priva di rilievo, la regia disamorata. Falconi buon ragazzo, simpaticone, fortunatone, incantatore di donne, cinematograficamente è esaurito. Ha sfruttato denaro e successi? Tanto meglio! Ma perché tirare la corda già logora? Graziosi gli esterni di mare, con quell'avventura sul motoscafo, pezzo veramente ben riuscito in cui la nuova attrice Sandra Ravel, può farsi valere come donna e come sportswoman..»